# Allouis
Allouis é uma comuna francesa na região administrativa do Centro, no departamento Cher. Estende-se por uma área de 35,3 km². Em 2010 a comuna tinha 1 090 habitantes (densidade: 30,9 hab./km²).